# Sân bay quốc tế Arturo Michelena
Sân bay quốc tế Arturo Michelena (IATA: VLN, ICAO: SVVA) là sân bay tại thành phố Valencia, Venezuela, cách Caracas hai giờ xe ô tô. Sân bay này được đặt tên theo họa sĩ Venezuela nổi tiếng Arturo Michelena (1863 - 1918), người sinh ra ở Valencia.

## Các hãng hàng không và các điểm đến

### Quốc tế
- Aeropostal (Miami)
- American Airlines (Miami [bắt đầu cuối năm 2008])
- Avianca (Bogotá)
- Avior (Aruba, Curaçao)
- Dutch Antilles Express (Curaçao)
- Insel Air (Curaçao)
  - (Bogota, Panama City, Miami [bắt đầu tháng 6 năm 2008])
- Transaven (Bonaire)
- Santa Barbara Airlines (Miami [bắt đầu tháng 7 năm 2008])

### Các tuyến nội địa
- Aeropostal (Barcelona, Maracaibo, Porlamar)
- Aserca Airlines (Barcelona, Caracas, Maracaibo, Porlamar, Puerto Ordaz)
- Avior (Barcelona, Caracas, Maracaibo, Mérida, Porlamar, Puerto Ordaz)
- Santa Barbara Airlines (Barquisimeto, Caracas, Maracaibo, Mérida, San Antonio del Táchira)